# Ulisse d'Arco Ferrari
Le comte Ulisse d'Arco Ferrari (né le 8 mars 1786 à Pise, dans l'actuelle province de Pise en Toscane, alors dans le grand-duché de Toscane ; mort le 21 avril 1869 à Florence) est un héros militaire et un homme politique italien, partisan de l'unification italienne du royaume de Sardaigne.
Ulisse d'Arco Ferrari a occupé le poste de ministre des Affaires étrangères en Italie entre le 16 décembre 1848 et le 11 mai 1849.

## Biographie
Le 15 juin 1801, Ulisse d'Arco Ferrari s'engage dans l'armée impériale napoléonienne. Sous le grade de capitaine de la 4e compagnie du 3e bataillon appartenant au 113e régiment d'infanterie de ligne, il participera aux campagnes de Napoléon et se distinguera à la bataille de Dantzig (1807). Pour bravoure, il obtiendra la Légion d'honneur. Il démissionne des armées françaises le 28 janvier 1815.
En 1815 il participe activement à la guerre napolitaine, et s'engage le 3 septembre 1817, avec le grade de capitaine, dans le régiment des Grenadiers appartenant à la milice Toscane.
En 1848, il est commandant en chef de la milice Toscane, puis commandant en chef de la milice du grand duché à Florence ; il participera à la révolution de 1848 sous le Risorgimento. Le gouvernement décrète la formation de 4 légions de garde civile régulières. Son rôle est de rendre chaque citoyen, soldat de la patrie en danger, et de maintenir l'ordre dans la ville, et de la défendre contre les ennemis extérieurs.
Il occupera le poste de ministre des Affaires étrangères en Italie entre le 16 décembre 1848 et le 11 mai 1849.

## Décorations
- Chevalier de l'ordre de Saint-Joseph de Toscane le 21 novembre 1817[3]
- Grand-croix de l'ordre des Saints-Maurice-et-Lazare[4]
- Chevalier de la Légion d'honneur le 3 septembre 1818